# Gapa (gmina Ciechocin)
Gapa – osada w Polsce położona w województwie kujawsko-pomorskim, w powiecie golubsko–dobrzyńskim, w gminie Ciechocin.
W latach 1975–1998 miejscowość należała administracyjnie do województwa toruńskiego.